# Cyklon (separator)

dirty air – brudne powietrze; cleaner air – czystsze powietrze

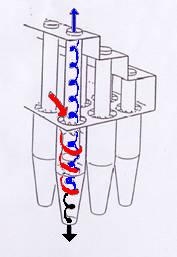
Multicyklon

Cyklon, odpylacz cyklonowy – rodzaj odpylacza; urządzenie wykorzystywane do oczyszczania gazów z cząstek stałych (pyłu). W cyklonie zanieczyszczony gaz wpada do cylindrycznej komory i wiruje w niej, w wyniku czego unoszące się w gazie cięższe od niego składniki są odrzucane na zewnątrz pod działaniem siły odśrodkowej. W wyniku ocierania się o ścianki cyklonu tracą prędkość (energię kinetyczną) i opadają pod wpływem grawitacji, a czyste powietrze wypływa w górę, przez centralnie umieszczony kanał.
Cyklony są stosowane np. do:
- oddzielania przenoszonych pneumatycznie materiałów (np. wiórów i trocin w zakładach drzewnych) od powietrza
- odpylania powietrza, pobieranego z otoczenia silników, przewidzianych do pracy w dużym zapyleniu (np. ciągniki rolnicze)
- odpylania gazów odlotowych z ciepłowni, elektrociepłowni, hut

Cyklony umożliwiają usuwanie pyłu o wymiarach przekraczających 60 μm.
Skuteczność odpylania w cyklonach jest tym większa, im większa jest prędkość wlotowa, a także im mniejszy promień komory. Odpylanie dużych strumieni gazów, zawierających bardzo małe cząstki pyłu, jest prowadzone w multicyklonach – bateriach cyklonów o małych średnicach, połączonych równolegle (analogia – połączenie równoległe elementów elektrycznych).